# Alto de Coloane
Alto de Coloane (chiń. 塔石塘山; pinyin Tǎshítáng Shān) – najwyższy szczyt Makau, specjalnego regionu administracyjnego Chińskiej Republiki Ludowej. Znajduje się na wyspie Coloane i wznosi się na wysokość 170,6 m n.p.m.
Na szczycie znajduje się posąg A-Ma wykonany z białego marmuru, który powstał ze 120 bloków marmurowych i został ukończony 28 października 1998 roku. Posąg ma wysokość 19,99 m i waży ok. 500 ton.